# Movimento gospel
Movimento gospel foi um período compreendido entre 1990 a 1999 na história da música cristã contemporânea brasileira na qual houve enormes mudanças desde a composição, instrumentação, gravação, produção musical e lançamentos de obras do nicho protestante. Outros de seus aspectos é o termo "gospel" em substituição de "música evangélica", tal qual era utilizado antes deste período.
O termo gospel, a partir deste movimento passou a ser utilizado pela gravadora Gospel Records, pertencente a Estevam Hernandes. Em questões líricas, a linguagem se tornou mais horizontal, além da abrangência de outros gêneros musicais. Bandas de rock tiveram participação fundamental no movimento. Princípio (1990), da banda Rebanhão é considerado o primeiro álbum lançado após o início do movimento gospel.
Durante os anos de auge, o movimento gospel deu origem a várias novas gravadoras, como a MK Music, Line Records e AB Records,  outras que já existiam tiveram participação importante no movimento, como a Bompastor, e inclusive gravadoras não-religiosas, ainda que timidamente, começaram a perceber o potencial do gênero, especialmente a partir do final da década de 80, caso da PolyGram (futura Universal Music) a primeira a ter evangélicos em seu cast; outras que foram pioneiras em integrar o gospel nacional à música popular foram  a Continental (hoje Warner Music Brasil), CBS (Sony Music, a partir de 1991) e até mesmo a RGE(selo da Som Livre a partir dos anos 80, mais conhecida por lançar artistas mais experimentais e/ou samba e MPB). A realização de eventos para grandes públicos também tornou-se uma dessas características. Após o boom, o movimento continuou, mas desde 1995 entrou em crise. Quatro anos depois é denominado seu fim, com o surgimento de novos artistas a partir de 2000 com outras propostas, principalmente o controverso "louvor e adoração" e o novo movimento.
Após o seu fim, vários aspectos trazidos do movimento gospel se tornaram objeto de crítica por músicos e lideranças religiosas após os anos 2000. Uma delas é a falta de qualidade e criatividade na instrumentação e letras, idolatria a artistas e bandas e apologia ao neopentecostalismo.
O movimento gospel já foi alvo de vários estudos acadêmicos e obras literárias.

## Citações
Infelizmente (ou felizmente, não sei), não tenho grandes projetos com relação à música gospel. Acho que o movimento perdeu o fio da meada e se envolveu numa profusão de bandas, reuniões sem propósito, gente oportunista e falta de visão do Reino de Deus. A centralidade dos cultos e eventos gospel está nas bandas, nos artistas, nos pastores que tem que se desdobrar para se manterem atrativos nesse mercado popular pós-moderno. É preciso tirar Jesus do rótulo e trazê-lo de volta para o centro.— Paulo Marotta, integrante do Rebanhão em entrevista para a MPC em 2000.
Não faço mais parte, definitivamente, nem em número, nem em gênero e nem em grau, do importado movimento "GOSPEL"!. Por favor, quando alguém se referir a mim ou ao meu trabalho, não utilize esta forma de me definir e nem me inclua dentro desse "idiotizado" mercado, pelo bem da verdadeira Música Cristã Brasileira e de seus honrados e dedicados compositores, artistas e poetas que, assim como eu, sobrevivem, a duras penas, de seus talentos e trabalhos, nadando na contramão da escravidão imposta pela grande mídia! Simplesmente me chamem de João Alexandre, músico (e olha lá!) O termo "Gospel" tem uma conotação mercadológica baseada na fama, na grana e na idolatria de artistas, bandas, gravadoras, formatos musicais, mensagens positivistas, entre outras distorções que variam conforme a conveniência dos tempos e dos "bolsos" dos brasileiros, cristãos ou não! Só quero, assim como qualquer músico que busca a excelência, fazer o melhor que posso com aquilo que tenho, de forma honesta e verdadeira, dormir com a consciência tranquila de que cumpro a missão que Deus me deu (de cantar sempre a Verdade!) e agradecer todos os dias a Ele por aqueles que me deixam fazer parte de seus ouvidos e de suas existências!— João Alexandre, 2012.
Quando a gente começou, não existia o nome ‘gospel’. Existia música evangélica, caretaça mesmo, um negócio que eu nem sabia que havia. O gospel nasceu, começou a crescer e parou porque voltou a ser música da igreja. O gospel mesmo, no Brasil, não existe.— Paulinho Makuko, vocalista do Katsbarnea em entrevista à Rolling Stone em 2008.